# Даже девушки-ковбои иногда грустят
«Даже девушки-ковбои иногда грустят» (англ. Even Cowgirls Get the Blues) — американская комедийная драма Гаса Ван Сента по мотивам одноимённого романа Тома Роббинса.

## Сюжет
Сисси Хэнкшоу родилась с огромными большими пальцами на руках, что с юных лет помогало ей путешествовать автостопом по США. Она становится рекламной моделью, и её нью-йоркский агент отправляет Сисси на своё калифорнийское ранчо для съёмок в рекламе на фоне брачного танца журавлей. На ранчо Сисси подружилась с девушкой-ковбоем Бонанзой Джеллибин.

## В ролях
| Актёр               | Роль                |
| ------------------- | ------------------- |
| Ума Турман          | Сисси               |
| Лоррейн Бракко      | Долорес             |
| Пэт Морита          | китаец              |
| Энджи Дикинсон      | мисс Эдриан         |
| Киану Ривз          | Джулиан             |
| Джон Хёрт           | Графиня             |
| Рэйн Феникс         | Бонанца             |
| Эд Бегли мл.        | Руперт              |
| Шон Янг             | Мэри Барт           |
| Кэрол Кейн          | Карла               |
| Криспин Гловер      | Говард Барт         |
| Розанна Барр        | мадам Зои           |
| Бак Генри           | доктор Дрейфус      |
| Грейс Забриски      | миссис Хэнкшоу      |
| Кен Кизи            | отец Сисси          |
| Хэзер Грэм          | Хезер               |
| Удо Кир             | директор компании   |
| Грег МакМикл        | агент ФБР           |
| Лин Шэй             | горничная           |
| Уильям Берроуз      | играет самого себя  |
| Эдвард Джеймс Олмос | музыкант на барбекю |
| Ривер Феникс        | Пилигрим            |
| Том Роббинс         | рассказчик          |
| Трева Джеффрис      | Сисси в детстве     |

## Награды и номинации
| Награды и номинации | Награды и номинации                 | Награды и номинации | Награды и номинации | Награды и номинации |
| Награда             | Категория                           | Номинант            | Результат           |                     |
| ------------------- | ----------------------------------- | ------------------- | ------------------- | ------------------- |
| Золотая малина      | «Худшая женская роль»               | Ума Турман          | Номинация           |                     |
| Золотая малина      | «Худшая женская роль второго плана» | Шон Янг             | Номинация           |                     |

## Отзывы
Роджер Эберт в рецензии в Chicago Sun-Times отметил, что комедия — пустейшая и является одним из самых непонятных фильмов, которые он может вспомнить.
Джо Браун в статье для Washington Post подверг критике сценарий и заявил, что таланты некоторых актёров, сыгравших в фильме, потрачены впустую.